# فاي باركر
فاي باركر (بالإنجليزية: Faye Barker)‏ هي مقدمة تلفزيونية وصحفية بريطانية، ولدت في 14 مارس 1977 في ونشستر في المملكة المتحدة.

## وصلات خارجية
- فاي باركر على موقع IMDb (الإنجليزية)